# Киселёвка (Николаевская область)
Киселёвка (укр. Киселівка) — село в Снигирёвском районе Николаевской области Украины.
Основано в 1836 году. Население по переписи 2001 года составляло 1256 человек. Почтовый индекс — 57334. Телефонный код — 5162.

## Местный совет
57334, Николаевская обл., Снигирёвский р-н, с. Киселёвка, ул. Кирова, 10